# Big Bear Valley
Big Bear Valley est une vallée située dans le comté de San Bernardino en Californie.
Elle comporte les lieux suivants : Big Bear Lake, Big Bear City, Fawnskin, Holcomb Valley, Sugarloaf, Erwin Lake, Baldwin Lake, Bluff Lake et Lake Williams.
C'est un lieu qui a été utilisé pour le tournage de certains films d'Hollywood, tels que L'Escapade de Julot (1915), Border Saddlemates (1952) ou La Main du cauchemar (1981).